# بروستولينا

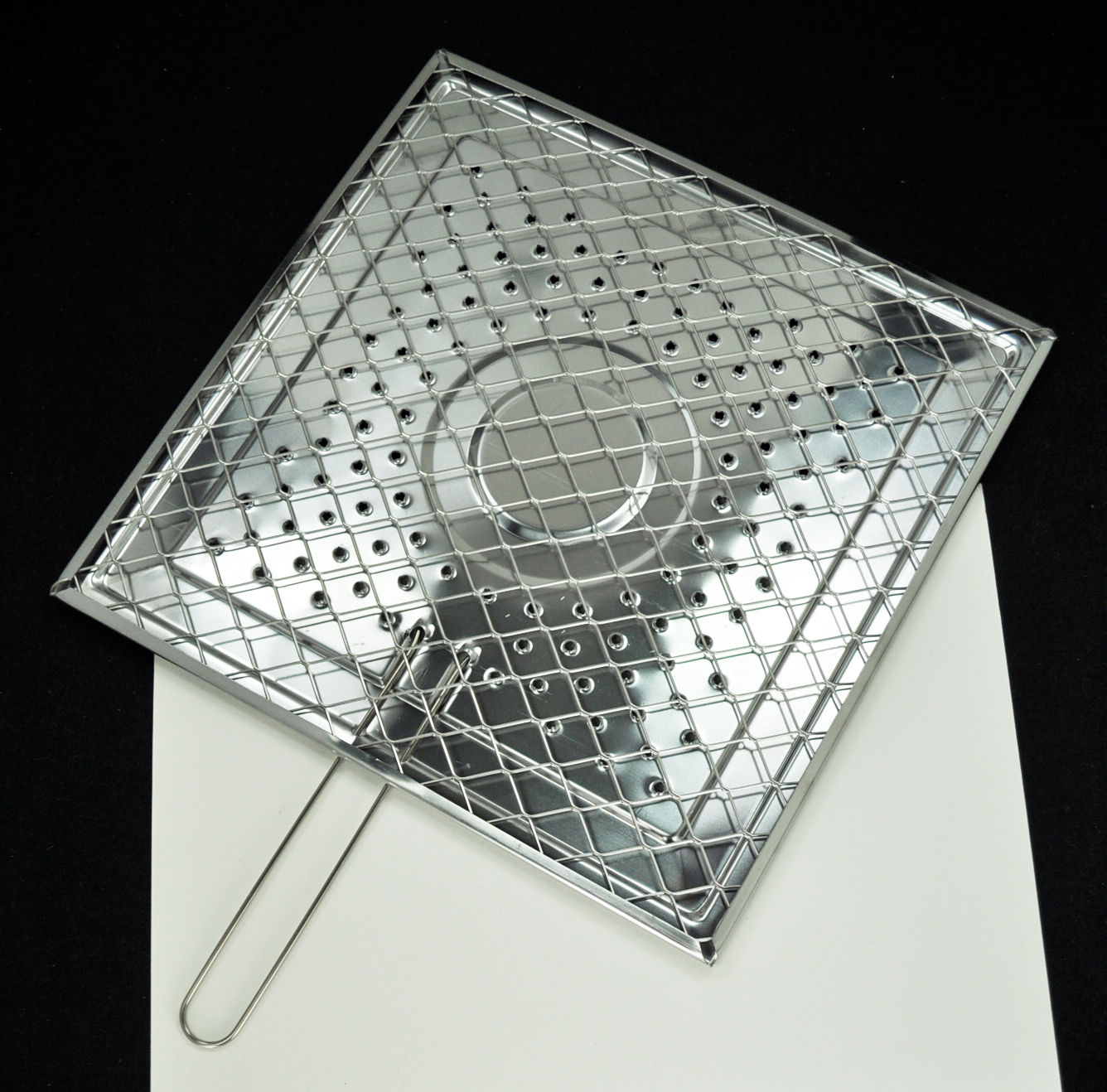
شواية البروستولينا منتشرة في المطبخ الأيطالي. تستخدم هذه الشواية ليس فقط لتحميص الخبز ("tostapane").
حيث توزع شواية البروستولينا الحرارة بالتساوي لتسخين شرائح الخبز سريعًا ، والخبز المقرمش للبروشيتا ، وشرائح عصيدة من دقيق الذرة ، وشواء الفلفل ، وغير ذلك

البروستولينا هي عبارة عن شوَّاية تستخدم فوق موقد الغاز.  تتكون من صفيحة معدنية (القاعدة) مربعة الشكل بها ثقوب  وشبك مربع يوضع فوقها (سطح الشواء). يتم نفث الحرارة من الأسفل وتوزع بالتساوي بواسطة القاعدة، وتنحرف إلى أعلى نحو الشبكة. يتم طهي المأكولات الموضوعة أعلى الشبكة بواسطة كل من الحمل الحراري والحرارة المشعة.
غالبًا ما تستخدم معدات الطهي متعددة الاستخدامات هذه في تحضير المأكولات الإيطالية. على سبيل المثال، شوي البروشيتا أو عصيدة من دقيق الذرة أو الخضار.تتميز بأنها اقتصادية ومتوفرة على نطاق واسع في الأسواق الأيطالية.